# Liste des gares de la Loire-Atlantique
Liste des gares ferroviaires situées en Loire-Atlantique :

## A
- Abbaretz
- Ancenis
- Avessac

## B
- Babinière
- La  Basse-Indre - Saint-Herblain
- Batz-sur-Mer
- La Baule-Escoublac
- La Baule-les-Pins
- La Bernerie
- Besné (non exploitée)
- Beslé
- Blain (gare désaffectée)
- Bouaye
- Bouguenais (gare désaffectée)
- Bourgneuf-en-Retz
- Nantes-Bourse (gare démolie)
- Boussay - La Bruffière
- Bouvron (gare démolie)

## C
- Campbon (gare démolie)
- Carquefou (gare désaffectée)
- Casson (gare démolie)
- Chantenay
- La Chapelle-Aulnay
- La Chapelle-Centre
- La Chapelle-sur-Erdre (fermée et détruite)
- Châteaubriant
- La Chevrolière (gare modifiée en habitation)
- Chéméré - Arthon (gare désaffectée)
- La Claie (gare désaffectée)
- Clisson
- Conquereuil (gare démolie)
- Corcoué sur Logne (gare modifiée en habitation)
- Cordemais
- Coudray-Plessé (gare démolie)
- Couëron
- Croisic
- La Croix-de-Méan
- Le Cellier

## D
- Derval (gare démolie)
- Drefféac
- Donges
- Doulon (non exploitée)

## E
- Erdre-Active

## F
- Fay (gare démolie)
- La Feuillardais - Vue (gare désaffectée)

## G
- Le Gâvre (gare démolie)
- Gorges
- Guéméné-Coismo (gare démolie)
- Guéméné-Penfao (gare démolie)
- Guérande (gare démolie)

## H
- La Haie-Fouassière
- Haluchère-Batignolles

## I
- Issé

## L
- La Limouzinière - Saint-Colombin (gare modifiée en habitation)
- Legé (gare désaffectée)
- Ligné (gare démolie)
- Lusanger (gare démolie)

## M
- Machecoul
- La Maillardais (gare démolie)
- Massérac
- Mauves-sur-Loire
- Montoir-de-Bretagne
- Montrelais (gare désaffectée)
- Les Moutiers-en-Retz
- Mouzillon (gare démolie)

## N
- Nantes
- Nantes-Blottereau
- Nantes-État
- Nantes-Legé (gare démolie)
- Nort-sur-Erdre
- Notre-Dame-des-Landes (gare démolie)
- Nozay (gare démolie)

## O
- Oudon

## P
- Paimbœuf (non exploitée)
- Le Pallet
- Pannecé - Riaillé (non exploitée)
- Penhoët
- Pontchâteau
- Pornic
- Pornichet
- Port-Saint-Père - Saint-Mars
- Le Pouliguen

## R
- Rezé-Pont-Rousseau

## S
- Saffré - Joué (non exploitée)
- Saint-Étienne-de-Montluc
- Saint-Gildas-des-Bois
- Saint-Hilaire-de-Chaléons
- Saint-Mars-du-Désert (gare démolie)
- Saint-Mars-la-Jaille (gare démolie)
- Saint-Nazaire
- Saint-Nazaire (ancienne) (gare désaffectée)
- Saint-Père-en-Retz (gare démolie)
- Saint-Sébastien-Frêne-Rond
- Saint-Sébastien-Pas-Enchantés
- Saint-Viaud (non exploitée)
- Saint-Vincent-des-Landes
- Sainte-Luce (gare désaffectée)
- Sainte-Pazanne
- Savenay
- Sévérac
- La Sicaudais - Frossay (gare désaffectée)
- Sucé

## T
- Teillé
- Teillé - Mouzeil
- Thouaré
- Treffieux (gare démolie)
- Trefoux-Guénouvry (gare démolie)
- Treillières (gare démolie)

## V
- Vallet (gare démolie)
- Varades - Saint-Florent-le-Vieil
- Vay (gare démolie)
- Vertou
- Viellevigne (gare modifiée en habitation)
- Vigneux (gare démolie)